# Tony Benjamin
Tony Benjamin (Monessen, 27 ottobre 1955) è un ex giocatore di football americano statunitense che ha giocato nel ruolo di fullback nella National Football League (NFL). Fu scelto nel corso del sesto giro (162º assoluto) del Draft NFL 1977 dai Seattle Seahawks. Al college giocò a football alla Duke University.

## Carriera professionistica
Benjamin fu scelto nel corso del sesto giro del Draft 1977 dai Seattle Seahawks. Nelle prime due stagioni disputò complessivamente dodici gare, sei per anno, mentre nel 1979, il suo ultimo anno come professionista, disputò tutte le sedici partite della stagione regolare. Concluse la carriera con 68 yard corse e 42 yard ricevute.

## Vittorie e premi
Nessuno

## Statistiche
| Partite totali | 28 |
| Yard corse     | 68 |
| Touchdown      | 0  |